# Massif central guyanais
Pour les articles homonymes, voir Massif central (homonymie).
Le Massif central guyanais (aussi appelé Bande médiane ou Terres hautes) est un relief granitique situé dans l'Ouest de la Guyane, entre la zone côtière et le sud forestier.
Parmi les monts remarquables, on trouve (par ordre d'altitude) :
- montagne Bellevue, point culminant des montagnes Inini-Camopi[2],[3]  (831 m[1]) ;
- sommet Tabulaire (826 m au mont Itoupé) ;
- montagne Machoulou, point culminant des monts Atachi-Bakka (780 m)[4] ;
- montagne Kotika (730 m) ;
- massif du Mitaraka (690 m) ;
- mont Saint-Marcel (635 m) ;
- montagnes françaises (631 m) ;
- massif Dékou-Dékou (580 m).
- montagnes de la Sparouine (553 m) ;
- montagne de la Trinité (550 m) ;
- massif de Lucifer (525 m) ;